# Alliance for the Reunification of China
Alliance for the Reunification of China is een vereniging die in de Republiek China (Taiwan)  de hereniging van het Chinese Vasteland met Taiwan propageert. De vereniging staat bekend als een pro-communistische vereniging en onthoudt zich van het gebruik van staatssymbolen van de Republiek China. Ondanks hun achtergrond is de vereniging in de Republiek China niet verboden, omdat het recht op vrijheid van meningsuiting wordt gewaarborgd. 
De vereniging werd op 4 april 1988 in Taipei opgericht. Daarbij waren zeshonderd Taiwanezen aanwezig. Jaarlijks houdt de vereniging een bijeenkomst waar bij de nieuwste informatie over de betrekkingen tussen het vasteland en het eiland worden uitgewisseld. Daarnaast worden bij Chinese feesten, zoals Chinees nieuwjaar, Maanfestival en de nationale feestmaand van beide Chinese staten in begin oktober gevierd met banketten voor leden. 
Het verenigingsbestuur wordt om de twee jaar opnieuw gekozen en is verdeeld met de taken: organisatie, literatuur, jongeren, uitwisseling, vrouwen, maatschappij, financiën en communicatie. 
Het verenigingskantoor is gevestigd in Taipei. 
Het motto van de vereniging is "Het bevorderen van saamhorigheid en vrede binnen de volkeren en het bouwen aan de hereniging van het land door middel van democratie" (促進民族內部的團結與和平，建設民主統一的國家).